# جائزة البافتا للنجم الصاعد
جائزة البافتا للنجم الصاعد وهي واحدة من جوائز الأكاديمية البريطانية لفنون السينما و التلفزيون (البافتا).وتعد هذه الجائزة اعترافا بالمواهب الجديدة في مجال صناعة التمثيل. تم إنشاء هذه الجائزة بعد وفاة ماري سيلواي عام 2004 والتي كانت تعد واحدة من أبرز مدراء الطواقم الناجحين إذ كان يتم الاستعانة بها لاختيار الممثلين والممثلات وكذلك المغنين والراقصين الذين بدورهم نجحوا في أدوارهم وأصبحوا من المشاهير. 

يتم اختيار خمسة مرشحين من قبل هيئة محلفي البافتا بغض النظر عن جنس وجنسيات المرشحين المهم أن يكون حقق بروزا واضحا سواء في مجال التلفزيون أو السينما وبعد ذلك يتم التصويت على هؤلاء المرشحين من قبل الجمهور بواسطة الرسائل النصية والانترنت. رعت هذه الجائزة شركة أورانج للهاتف المحمول حتى عام 2012. في عام 2013 تم رعاية الجائزة من قبل شركتي أورانج وشركة تي موبايل البريطانية المملوكة من قبل شركة أي أي. أول فائز بهذه الجائزة هو جيمس مكافوي عام 2006 .

## المرشحون والفائزون

### 2006
- الفائز- جيمس مكافوي
  - المرشحون:
  - شيواتال إيجيوفور
  - غايل غارسيا برنال
  - رايتشل مكأدامز
  - ميشيل ويليامز

### 2007
- الفائز - إيفا جرين
  - المرشحون:
  - إيميلي بلنت
  - ناعومي هاريس
  - سيليان مورفي
  - بن وشو

### 2008
- الفائز - شيا لابوف
  - المرشحون:
  - سينا ميلير
  - إلين بيج
  - سام رايلاي
  - تانغ وي

### 2009
- الفائز - نويل كلارك
  - المرشحون:
  - مايكل سيرا
  - مايكل فاسبندر
  - ريبيكا هول
  - توبي كيبيل

### 2010
- الفائز - كريستين ستيوارت
  - المرشحون:
  - جيسي أيزنبرغ
  - نيكولاس هولت
  - كاري موليجان
  - طاهر رحيم

### 2011
- الفائز - توم هاردي
  - المرشحون:
  - جيما آرتيرتون
  - أندرو غارفيلد
  - آرون جونسن
  - إيما ستون

### 2012
- الفائز - آدم ديكون
  - المرشحون:
  - كريس هيمسوورث
  - توم هيدليستون
  - كريس او دوود
  - ايدي ريدماين

### 2013
- الفائز - جونو تيمبل
  - المرشحون:
  - إليزابيث أولسن
  - أندريا ريسبورج
  - سوراج شارما
  - أليسيا فيكاندير

### 2014
- الفائز - ويل بولتر
  - المرشحون:
  - دان ديهان
  - جورج ماكاي
  - لوبيتا نيونقو
  - ليا سيدو

## روابط اضافية
- الموقع الرسمي للجائزة نسخة محفوظة 7 يناير 2015 على موقع واي باك مشين.